# Львовская академическая гимназия

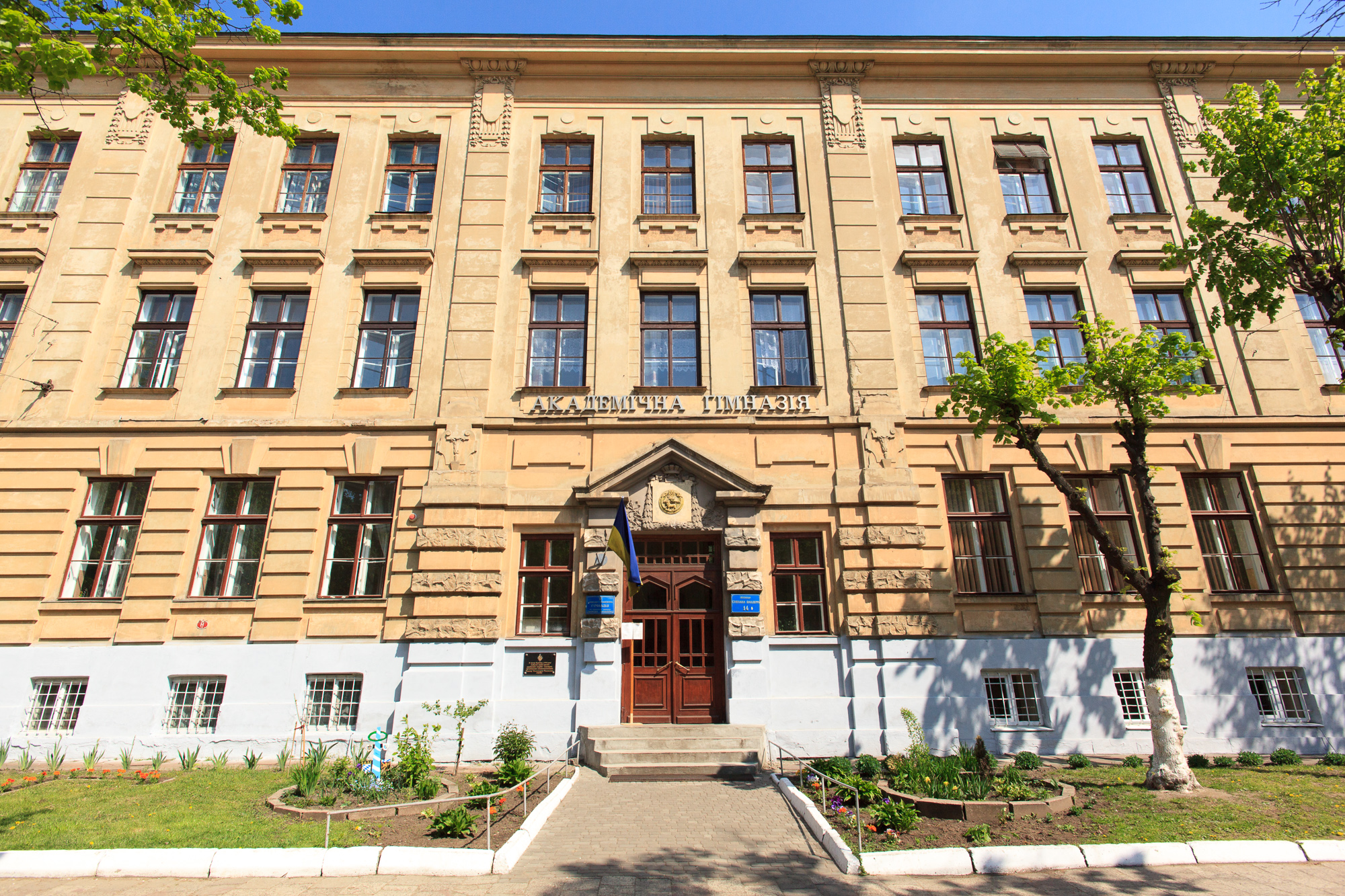
Здание Львовской академической гимназии

Львовская академическая гимназия при национальном университете «Львовская политехника» (сокращенно: ЛАГ) — одна из старейших гимназий во Львове и Украине, основанная по указу австрийского императора Иосифа ІІ 24 октября 1784. Адрес: ул. Бандеры, 14.
Академическая гимназия, будучи создана как составная часть Львовского университета (академии), получила название «академическая». Выпускники гимназии зачислялись в университет без вступительных испытаний. Языком преподавания до 1849 был латинский, позже — немецкий. С 1867 все учебные предметы в начальных классах преподавались на украинском языке, а с 1874 — во всех классах.
Значительная часть учеников гимназии были членами украинской молодёжной организации «Пласт». В 1930-х годах в Академической гимназии действовали нелегальные юношеские ячейки Украинской военной организации и Организации украинских националистов, в состав которых входили ученики старших классов.
В разные времена преподавали в Академической гимназии: И. Боберский, А. Вахнянин, Г. Возняк, М. Галушинский, И. Зелинский, И. Кокорудз, Ф. Колесса, И. Крипякевич, В. Лаба, С. Людкевич, О. Огоновский, О. Степанив-Дашкевич и другие. В гимназии в своё время учились: И. Левинский, Е. Коновалец, А. Курдидик, Р. Шухевич, Р. Сушка, В. Кучабский, М. Кордуба, И. Турянский, Юлиан Опильский и другие.
В 1944 Академическая гимназия была реформирована в среднюю общеобразовательную школу № 1.
В 1992 СШ № 1 была переименована вновь в Академическую гимназию. Поддерживает тесные связи с Национальным университетом «Львовская политехника».